# So
So – piąty studyjny (siódmy w ogóle) album Petera Gabriela. Wiele utworów z tego albumu, bardziej popowych, stało się hitami radiowymi, część posiada typowy dla Gabriela eksperymentalny charakter. Jest to drugi album Gabriela, przy którym pracował on z kanadyjskim producentem Danielem Lanois. Lanois pracował także z Brianem Eno oraz z U2 (od 1984 r.). Jest to także pierwszy album Gabriela, który posiada oficjalny tytuł (wszystkie poprzednie albumy studyjne zatytułowane były po prostu „Peter Gabriel”. Co do znaczenia tytułu, Gabriel stwierdził, że nie ma tu żadnego ukrytego przekazu, po prostu spodobało mu się to słowo.

## Utwory

### Charakterystyka
Album zaczyna się utworem „Red Rain”, który zainspirowany został jednym ze snów Gabriela, w którym pływał on w morzu czerwonej wody. Tekst utworu, posługując się symboliką, opowiada o uczuciu słabości. Sam autor, spośród wszystkich utworów z tego albumu, wskazał właśnie „Red Rain” jako swój ulubiony.
Drugim utworem jest najpopularniejszy singiel Gabriela – „Sledgehammer”. W utworze tym wyraźne są wpływy world music, chociażby użycie japońskiego fletu shakuhachi. Teledysk do tej piosenki wygrał nagrodę MTV Top Music Video Award w 1987 r.
W utworach 3–6 Gabriel śpiewa w duecie z Kate Bush („Don’t Give Up”, „That Voice Again” i singiel - „In Your Eyes”. „Mercy Street” jest zadedykowany poetce Anne Sexton. Tytuł utworu pochodzi od jednego z jej dzieł z 1969 r. zatytułowanego właśnie Mercy Street.
Numerem 7 na płycie jest „Big Time”. Piosenka jest uzewnętrznieniem narcyzmu lat '80 XX wieku. Do tego utworu nagrano także teledysk w typie podobnym do „Sledgehammer”, nie był on jednak tak popularny. Kolejnym utworem jest „We Do What We're Told (Milgram's 37)”. Tytuł odnosi się do eksperymentu Milgrama.
Album kończy się utworem „This Is the Picture (Excellent Birds)”, którego współautorka Laurie Anderson również w nim zaśpiewała. Utworu tego nie można znaleźć na oryginalnym, winylowym wydaniu So. Anderson nagrała wcześniej inną wersję tego utworu, wydaną na albumie Mister Heartbreak z 1984 r.

### Lista utworów
Wszystkie utwory napisane przez Petera Gabriela, wyjątki podane w nawiasach.
Strona A
1. „Red Rain” – 5:39
2. „Sledgehammer” – 5:12
3. „Don’t Give Up” – 6:33
4. „That Voice Again” (Gabriel, David Rhodes) – 4:53

Strona B
1. „In Your Eyes” – 5:27
2. „Mercy Street” – 6:22
3. „Big Time” – 4:28
4. „We Do What We're Told (Milgram's 37)” – 3:22
5. „This Is the Picture (Excellent Birds)” (Laurie Anderson, Gabriel) – 4:25†

†Utwór nie znalazł się na oryginalnym wydaniu winylowym.
Wersja zremasterowana
1. „Red Rain” – 5:39
2. „Sledgehammer” – 5:12
3. „Don't Give Up” – 5:55
4. „That Voice Again” – 4:53
5. „Mercy Street” – 6:22
6. „Big Time” – 4:28
7. „We Do What We're Told (Milgram's 37)” – 3:22
8. „This Is the Picture (Excellent Birds)” – 4:17
9. „In Your Eyes” – 5:27

(długość: 48:29)

## Muzycy
Numery utworów odnoszą się tylko do wersji oryginalnej.
- Peter Gabriel – śpiew, syntezator (9), pianino (utwory 1-6, 8, 9), perkusja (4), Linn (3, 7, 9)
- Tony Levin – gitara basowa (1-5, 7, 9)
- David Rhodes – gitara (1-5, 7, 8), chórki (1, 5)
- Jerry Marotta – bębny (1, 5, 8)
- Manu Katché – bębny (2-5, 9), perkusja 3-5
- Kate Bush – śpiew (3, 4, 5, 6)
- Laurie Anderson – śpiew (8)
- Chris Hughes – trąbka (2), Linn (1)
- Stewart Copeland – hi-hat (1), bębny (7)
- Daniel Lanois – gitara (1, 2, 4, 7, 9), bębenek baskijski (2)
- Wayne Jackson – trąbka (2, 7), kornet (7)
- Mark Rivera – saksofon tenorowy (2, 6, 7)
- Reggie Houston – saksofon barytonowy (2, 7)
- Don Mikkelson – puzon (2, 7)
- P. P. Arnold – chórki (2, 7)
- Coral Gordon – chórki (2, 7)
- Dee Lewis – chórki (2, 7)
- Richard Tee – pianino (3, 5, 6)
- Simon Clark – syntezator (3, 7,) organy (7), bas (7)
- L. Shankar – skrzypce (4, 8)
- Larry Klein – bas (5, 6)
- Youssou N’Dour – śpiew (5)
- Michael Been – chórki (5)
- Jim Kerr – chórki (5)
- Ronnie Bright – chórki (5)
- Renard Poche – trąbka (2, 6, 7)
- Djalma Correa – surdo, kongi, trójkąt (6)
- Jimmy Bralower – Linn (7)
- Bill Laswell – bas (8)
- Nile Rodgers – gitara (8)
- Ustad Nusrat Fateh Ali Khan – chórki (9)

## Interpretacje
- Utwór „We Do What We're Told (Milgram's 37)” został wykorzystany w jednym z odcinków serialu Policjanci z Miami.
- Cover utworu „Red Rain” stworzyła grupa Ill Niño i opublikowała na albumie The Undercover Sessions (2006).

## Inne informacje
- Na zremasterowanej wersji albumu z 2002 r. utwór „In Your Eyes” został przesunięty z piątego na dziewiąte miejsce. Takie było pierwotne zamierzenie autora, lecz ograniczenia płyty winylowej zmusiły go do przesunięcia utworu o 4 miejsca wcześniej. Na okładce nie zmieniono jednak kolejności (tak więc Youssou N’Dour widnieje jako występujący w „Mercy Street”, a nie „In Your Eyes”).
- W 1998 r. czytelnicy magazynu Q umieścili So na 81 miejscu wśród najlepszych albumów wszech czasów. W 2001 r. telewizja VH1 umieściła ten album na 91 miejscu podobnej listy. Rolling Stone umieścił go na 187 miejscu listy 500 największych albumów wszech czasów[9] oraz na 14 miejscu listy 100 najlepszych albumów lat '80[10]. „So” zajął także 5 miejsce w głosowaniu magazynu Kerrang! na najlepszy album 1986 roku.
- Sukces tego albumu przyniósł Peterowi Gabrielowi dwie Brit Awards w 1987 r. w kategoriach: Najlepszy Męski Brytyjski Artysta Solowy oraz Najlepszy Brytyjski Teledysk za utwór „Sledgehammer”[11].